# 윤석열 대통령 지지 시위
윤석열 대통령 지지 시위은 윤석열을 지지하는 집회 및 시민 운동이다.

## 같이 보기
- 박근혜 대통령 탄핵 반대 시위
- 윤석열 대통령 퇴진 운동